# Manfred Kaiser
Manfred Kaiser (Zeitz, 7 giugno 1929 – Lindau, 15 febbraio 2017) è stato un calciatore e allenatore di calcio tedesco orientale, dal 1990 tedesco, di ruolo centrocampista.

## Carriera
Giocò per Wismut Gera (in precedenza Motor Gera) e SC Wismut Karl-Marx-Stadt (divenuto Wismut Aue a partire dal 1963). Con quest'ultima squadra vinse per quattro volte il campionato (1955, 1956, 1957, 1959) ed una volta la coppa nazionale (1954-1955). Fu nel 1963 il primo giocatore ad esser nominato calciatore tedesco-orientale dell'anno.

## Palmarès

### Giocatore

#### Club
- Campionato tedesco orientale: 4

Wismut Aue: 1955, 1956, 1957, 1959

#### Individuale
- Calciatore tedesco orientale dell'anno: 1

1963